# Irlandzcy posłowie do Parlamentu Europejskiego 1999–2004
Irlandzcy posłowie V kadencji do Parlamentu Europejskiego zostali wybrani w wyborach przeprowadzonych 11 czerwca 1999.

## Lista posłów
Wybrani z listy Fianna Fáil (UEN)
- Niall Andrews
- Gerry Collins
- Brian Crowley
- Jim Fitzsimons
- Liam Hyland
- Seán Ó Neachtain, poseł do PE od 2 lipca 2002

Wybrani z listy Fine Gael (EPP-ED)
- Mary Banotti
- John Cushnahan
- Avril Doyle
- Joe McCartin

Wybrany z listy Partii Pracy (PES)
- Proinsias De Rossa

Wybrane z listy Partii Zielonych (G-EFA)
- Nuala Ahern
- Patricia McKenna

Wybrani jako kandydaci niezależni
- Pat Cox (ELDR)
- Dana Rosemary Scallon (EPP-ED)

Byli posłowie V kadencji do PE
- Pat Gallagher (wybrany z listy Fianna Fáil), do 17 czerwca 2002, zrzeczenie